# 3934 Tove
3934 Tove eller 1987 DF1 är en asteroid i huvudbältet som upptäcktes den 23 februari 1987 av de danska astronomerna Karl Augustesen, Poul Jensen och Hans Jørn Fogh Olsen vid Brorfelde-observatoriet. Den är uppkallad efter Karl Augustesens fru, Tove Augustesen.
Den tillhör asteroidgruppen Eunomia.